# عبدالله عاشور
عبدالله عاشور اهل رِنان اصفهان از خوشنویسان صاحب‌نام خط نسخ در آغاز دوره قاجار (اواخر سده دوازدهم و اوایل سده سیزدهم هجری) است. او به پرکاری و کثرت آثار کتابت کرده شهرت دارد؛ چنانچه علاوه بر قطعات، ادعیه و کتاب‌های متفرقه، صد و یک قرآن به خط او دیده شده است.
او هرگز از اصفهان خارج نشد ولی به امر فتحعلی‌شاه قاجار آثار گرانبهایی را کتابت کرد و نزد شاه فرستاد که امروزه موجود است. تاریخ دقیق وفاتش معلوم نیست اما معلوم است که عبدالله عاشور تا ۱۲۳۵ ه‍. ق می‌زیسته است.